# Greenberg
Greenberg – amerykański komediodramat z 2010 roku w reżyserii i według scenariusza Noaha Baumbacha.

## Premiera
Światowa premiera filmu miała miejsce 14 lutego 2010 podczas 60. MFF w Berlinie, gdzie film został zakwalifikowany do konkursu głównego.

## Opis fabuły
Nowojorczyk Roger Greenberg (Ben Stiller) zastanawia się nad swoim życiem. Gdy jego brat wyjeżdża, Roger przenosi się do Los Angeles, gdzie ma zaopiekować się mieszkaniem brata. Na miejscu poznaje asystentkę jego brata, Florence (Greta Gerwig), z którą nawiązuje romans.

## Obsada
- Ben Stiller jako Roger Greenberg
- Greta Gerwig jako Florence Marr
- Rhys Ifans jako Ivan Schrank
- Jennifer Jason Leigh jako Beth
- Merritt Wever jako Gina
- Chris Messina jako Phillip Greenberg, brat Rogera
- Brie Larson jako Sara
- Juno Temple jako Muriel
- Mark Duplass jako Eric Beller
- Dave Franco jako Rich
- Jake Paltrow jako Johno

i inni

## Nagrody i nominacje
60. MFF w Berlinie
- nominacja: Złoty Niedźwiedź − Noah Baumbach

25. ceremonia wręczenia Independent Spirit Awards
- nominacja: najlepszy niezależny film − Jennifer Jason Leigh i Scott Rudin
- nominacja: najlepsza główna rola męska − Ben Stiller
- nominacja: najlepsza główna rola żeńska − Greta Gerwig
- nominacja: najlepsze zdjęcia − Harris Savides